# Savage Circus
Savage Circus (в переводе с англ. — «Дикий цирк») — группа в жанре пауэр-метал из Германии, основанная в 2004 году бывшим барабанщиком группы Blind Guardian Томеном Штаухом.

## История

### Основание группы
В 2002 году Blind Guardian выпустили альбом A Night at the Opera, который подвергся критике от некоторых музыкальных изданий и части фанатов группы, считавших, что новое звучание означает отход группы от своего классического звучания.
В 2004 году барабанщик Blind Guardian Томен Штаух выступил с заявлением, в котором выражал недовольство новым звучанием группы и объявил об уходе.
Желая вернуться «к корням» Blind Guardian, Томен Штаух решил собрать группу для того, чтобы возродить более жёсткий Speed Power metal и в то же время-дать ему новое, современное звучание. Когда Пит Силк познакомил его с участниками группы Persuader, он понял, что нашёл единомышленников.

### Уход Томена Штауха
20 августа 2007 года Пит Силк, Йенс Карлссон, Эмиль Норберг, Йенс Леонхардт выступили с заявлением:
 Несмотря на то, что мы хорошо знаем о проблемах с его здоровьем, мы больше не можем игнорировать того факта, что он не может выполнять свои обязанности в SAVAGE CIRCUS
Как отмечалось в заявлении, из-за болезни Томаса Штауха группа отменила турне и выступление на нескольких рок-фестивалях.
Сам Томен Штаух сначала резко отозвался о участниках группы, однако затем поправился, заявив, что выгонять его из группы во время его болезни было по крайне мере неприлично.
3 октября Savage Circus анонсировал нового барабанщика-им стал Майк Террана, ушедший к тому времени из RAGE.

### Современный период
15 сентября 2009 года группа анонсировала новый альбом, названный Of Doom And Death (англ. «…Судьбы и Смерти»). Выходу альбома предшествовала публикация группой демоверсии новой песни «The Ordeal» на своей MySpace-странице. В 2012 году группа объявила о возвращении Томена Штауха в состав группы и уходе Питера Силка.

## Текущий состав
- Пит Силк (Piet Sielck) — гитара
- Томен Штаух — ударные (2004—2007; 2012-н.в.)
- Йенс Карлссон (Jens Carlsson) — вокал
- Эмиль Норберг (Emil Norberg) — гитара
- Йенс Леонхардт (Yens Leonhardt) — бас-гитара

### Бывшие участники
- Майк Террана (Mike Terrana) — ударные (с 2007 по 2012)

## Дискография

### Студийные альбомы
| Название          | Год выпуска | Лейбл           |
| ----------------- | ----------- | --------------- |
| Dreamland Manor   | 2005        | Dockyard 1/СОЮЗ |
| Of Doom and Death | 2009        | Dockyard 1      |

### Концертные альбомы
- Live in Atlanta — 2007 год, Dockyard 1 Records

### Синглы
- Evil Eyes/Ghost Story